# Aeroporto de Ibaté
O Aeroporto de Ibaté (IATA: ***, ICAO: SDIE) está localizado na região noroeste da cidade, ao lado do Distrito Industrial na Avenida Luiz Pavão, s/n°; a 2 km da cidade de Ibaté, a 15 km da cidade de São Carlos, a 150 km de Campinas, e a 250 km de São Paulo.

## História
O aeroporto foi construído na primeira parte da década de 1980 e inaugurado em 1985, pela prefeitura de Ibaté, para uso público e alguns particulares, foi denominado Aeroporto de Ibaté, e possui infra-estrutura, sua pista em terra mede 1.370 x 23m.

## Características
Latitude: 21º 56’ 04’’ S - Longitude: 48º 01’ 17’’ W
Indicação ICAO: SDIE - Horário de Funcionamento: DIUR/R
Código de Pista:  - Tipo de Operação: VFR diurno
Altitude: 791 (metros) / 2595 (pés) - Área Patrimonial (ha):
Temperatura média: 27,9 °C - Categoria Contra Incêndio disponível: 0
Distância da capital (quilômetros): Aérea: 225 km - Rodoviária: 249 km
Distância até o centro da cidade: 2 km
Endereço: Avenida Luiz Pavão, s/n° - Ibaté - CEP: 13500-000
Fone: 55 (16) 3343-6726 - Fax: 55 (16) 3343-6726

## Movimento
Dimensões (m): 1.370 x 23
Designação da cabeceira: 14 - 32 - Cabeceira Predominante: 14
Declividade máxima: % - Declividade Efetiva: %
Tipo de Piso: asfalto - Resistência do Piso (PCN): /F/A/X/T

## Pista
Ligação do pátio à pista de pouso - PRB (m):  x
Pista de rolamento - PRC (m):  x
Tipo de Piso: terra
Distância da cabeceira mais próxima (m):

## Pátio
Dimensões (m):  x  - Capacidade de Aviões:
Distância da Borda ao Eixo da Pista (m):
Tipo de Piso: Terra

## Auxílios operacionais
Sinais de Eixo de Pista - Biruta
Sinais de Cabeceira de Pista - Sinais Indicadores de Pista - Biruta
Sinais de Guia de Táxi - Farol Rotativo
Frequência do rádio do aeródromo:  (MHz) - Circuito de Tráfego Aéreo: Padrão

## Abastecimento
BR Aviation: AVGAS - Jet

## Instalações
Terminal de Passageiros (m²):
Estacionamento de Veículos - nº de vagas:  - Tipo de Piso: terra
Hangares: 2 - Cabine de Força (KF)

## Serviços
Telefone público
Companhia aérea regional: Não

## Companhias aéreas que já operaram em São Carlos (regular ou charter)
Em 12 de novembro de 1933, em uma cerimônia no Aeroporto Campo de Marte, a VASP inaugurou as primeiras linhas para o interior paulista, (São Paulo-São Carlos-Rio Preto e São Paulo-Ribeirão Preto-Uberaba) com frequência de tres viagens semanais. Sendo que em São Carlos a escala era feita no Aeroporto Salgado Filho-SDZC.
- VASP[2][3]
- OceanAir[4]

## Outros
Seção Contra Incêndio - SCI
Bombeiro de Aeródromo